# The Nautch Girl
Personnages
- Punka (baryton)
- Indru, son fils (tenor)
- Pyjama, le grand vizir (baryton comique)
- Chinna Loofa, un parent pauvre de Punka (mezzosoprano)
- Suttee et Cheetah, parents pauvres de Punka (sopranos)
- Baboo Currie, propriétaire d'une troupe Nautch (baryton)
- Hollee Beebee, la fille Nautch (soprano)

- Banyan, Kalee et Tiffin, filles Nautch
- Louie Rowe, Annie Cole et Cora Tinnie
- Bumbo, une idole

The Nautch Girl ou The Rajah of Chutneypore est un opéra-comique en deux actes avec un livret de George Dance, des paroles de George Dance et Frank Desprez et une musique d'Edward Solomon. Il a été créé le 30 juin 1891 au Savoy Theatre dirigé par Richard D'Oyly Carte et resté à l'affiche jusqu'au 16 janvier 1892 pour 200 représentations, puis est joué dans les provinces et les colonies britanniques.
La distribution comprenait plusieurs interprètes familiers du public du Savoy : Courtice Pounds (Indru), Frank Thornton (Pyjama), W. H. Denny (Bumbo), Frank Wyatt (Baboo Currie) et Rutland Barrington (Punka, remplacé par W. S. Penley, lorsque Rutland Barrington a quitté la compagnie pendant plusieurs mois pour faire une tournée de « dialogues musicaux » avec Jessie Bond). Le rôle de Chinna Loofa est le dernier que Jessie Bond a créé au Savoy. Elle a écrit dans ses mémoires que c'était l'un de ses favoris. Le rôle-titre était joué par Lenore Snyder, la dernière d'une série d'actrices ayant joué Gianetta dans The Gondoliers.
L'opéra est absent de la scène tout au long du XXe siècle mais a été relancé occasionnellement par des compagnies amateurs. Les seules représentations aux États-Unis ont eu lieu les 7 et 8 août 2004, par la Royal English Opera Company de Rockford (Illinois).

## Contexte
Lorsque le partenariat de Gilbert et Sullivan est dissous après la production des Gondoliers en 1889, l'imprésario Richard D'Oyly Carte est contraint de trouver de nouvelles œuvres à présenter au Savoy Theatre. Ce fut le premier opéra savoy (en) non signé Gilbert et Sullivan, mais il est conçu pour ressembler à ses prédécesseurs, en particulier The Mikado, avec son décor oriental exotique. La revue du Times du 1er juillet 1891 notait :

« M. George Dance et M. Edward Solomon ont tous deux […] subordonné leur propre individualité aux traditions du théâtre et ont produit une œuvre qui, si elle était publiée de manière anonyme, serait classée sans hésitation par des observateurs superficiels en tout état de cause, parmi lesquels le reste des opéras Gilbert et Sullivan. On peut en effet douter que les anciens collaborateurs aient suivi leur propre exemple aussi étroitement que l'ont fait leurs successeurs. »

Richard D'Oyly Carte connaissait bien Salomon et il a présenté l'opéra-comique de Edward Salomon, Claude Duval, en 1881, en tournée en 1882. En 1893, Billee Taylor de Salomon (produit à l'origine en 1880) rejoint également le répertoire D'Oyly Carte. Frank Desprez a écrit plusieurs lève-rideaux pour le Savoy dans les années 1880. George Dance est le plus jeune collaborateur, et plus tard il est responsable de la comédie musicale A Chinese Honeymoon dont le succès est phénoménal, et qui a tenu plus de mille représentations au tournant du siècle. Nellie Stewart devait initialement interpréter Hollee Beebee, le personnage principal, mais elle a « démissionné » du rôle un mois avant le début des représentations.

## Synopsis
Punka, le rajah de Chutneypore, est bon. Sa vie est en proie à de nombreux problèmes, dont l'amour de son fils, Indru, pour la danseuse de nautch (en) Hollee Beebee, les conseillers parasites de Punka, en particulier l'intrigant vizir Pyjama, et un diamant manquant qui sert d'œil droit à l'idole nationale. Indru est un brahmane, une caste élevée, et Beebee, qui était une brahmane, est d'une caste basse en raison d'une décision judiciaire qui fait l'objet d'un appel. Par conséquent, ils ne peuvent pas se marier. Indru renonce à sa caste (en mangeant de la viande de vache) et à sa position royale pour devenir l'égal de Beebee, afin qu'ils puissent se marier. Punka châtie Beebee pour avoir recherché l'amour d'une personne dont la caste est au-dessus de la sienne. Punka note également que l'ingérable Pyjama a volé l'œil de l'idole puis l'a perdu, mais qu'il ne peut pas lui nuire. À ce moment-là, Pyjama annonce avec beaucoup d'amusement que Beebee a gagné l'appel en cour et est maintenant un brahmane ; et maintenant elle est brahmane, mais Indru ne l'est pas. La loi condamne à la fois un brahmane et son conjoint de caste inférieure à la même mort que les traitres. Beebee s'enfuit en Europe avec la troupe de danse, mais quand Indru essaie de rejoindre les filles, il est emprisonné et mis sous la menace d'une exécution.
Pyjama, qui veut prendre la place du rajah, a mis une lettre anonyme sur le sanctuaire de l'idole informant Punka qu'Indru est un homme condamné. Le père d'un condamné ne peut être rajah. Chinna Loofah, une femme à la recherche d'un mari, a une affection pour Indru (et presque tous les autres hommes), et elle le fait sortir de prison. Indru se cache alors qu'un miracle est annoncé : Bumbo, l'idole vieille de deux mille ans, a disparu de son emplacement. Bumbo cherche son œil de diamant et le méchant qui l'a volé. Il se plaint de la négligence de son culte et rejette Punka comme rajah (et le condamne, ainsi que tous ses proches, à être dévoré par un crocodile), le remplaçant par Pyjama (bien que, étant parent, Pyjama serait également condamné). Cependant, Bumbo aperçoit Chinna, et ils se retrouvent très vite à discuter de mariage.
Beebee revient d'une tournée européenne personnellement triomphante, portant un joyau curieux sur son collier qui lui avait été laissé à la porte d'une scène par un admirateur, et cherche son Indru. Pyjama prétend qu'il est exempté de l'exécution familiale, disant qu'il n'est pas un parent de Punka ; il avait simplement prétendu l'être pour obtenir une promotion. Beebee et ses copines distraient Pyjama avec l'un de leurs numéros de danse afin qu'il soit en retard pour les exécutions, ce qui met en colère Bumbo. Punka annonce que Pyjama est le voleur qui a volé l'œil de diamant de l'idole. Alors que Pyjama est entraîné vers son sort, Beebee et Chinna implorent miséricorde. Bumbo voit le diamant scintillant autour du cou de Beebee – c'est l'œil perdu de Bumbo. Punka et Indru retrouvent leurs anciennes positions, et Indru et Beebee peuvent tomber dans les bras l'un de l'autre. L'idole remonte sur son étagère avec Chinna transformée en bois à côté de lui, et tout se termine joyeusement (sauf pour Pyjama).

## Rôles
| Rôle                                                                              | Type de voix    | Distribution originale (30 juin 1891) |
| --------------------------------------------------------------------------------- | --------------- | ------------------------------------- |
| Punka, le Rajah de Chutneypore                                                    | baryton         | Rutland Barrington                    |
| Indru, son fils                                                                   | ténor           | Courtice Pounds                       |
| Pyjama, le grand vizir                                                            | baryton comique | Frank Thornton                        |
| Chinna Loofa, un parent pauvre de Punka                                           | mezzo-soprano   | Jessie Bond                           |
| Suttee et Cheetah, pauvres parents de Punka                                       | sopranos        | Cissie Saumarez et Nellie Lawrence    |
| Baboo Currie, propriétaire d'une troupe Nautch                                    | baryton         | Frank Wyatt                           |
| Hollee Beebee, la fille Nautch                                                    | soprano         | Lenore Snyder                         |
| Banyan, Kalee et Tiffin, filles Nautch                                            |                 | Louie Rowe, Annie Cole et Cora Tinnie |
| Bumbo, une idole                                                                  | baryton-basse   | W. H. Denny                           |
| Chœur de filles Nautch, dames de la cour, soldats, prêtres, coolies, parias, etc. |                 |                                       |

## Airs

### Acte I
1. Sous le ciel bleu – Chœur d'ouverture (Parias)
2. Bow Not, Good People (Indru)
3. Le soleil se couchait (Indru et parias)
4. Les roses sont justes (Indru, Baboo Currie et Pariahs)
5. Avec une joyeuse mélodie (Banyan, Tiffin, Kalee et Nautch Girls)
6. Un, deux, trois (Hollee Beebee et Nautch Girls)
7. Quand nos manilles sont défaites (Beebee, Indru)
8. Le Rajah de Chutneypore (Punka et Chorus)
9. Un tout autre type de personne (Punka, Beebee, Pyjama, Chinna)
10. Ne me croyez pas trop audacieux (Chinna et Punka)
11. Joyeusement, Joyeusement sonnent les cloches (refrain)
12. Beebee's a Bride (Indru, Beebee, Chorus)
13. Qu'est-ce que la caste pour vous et moi? (Indru, Beebee et Ensemble)

### Acte II
1. Entracte
2. Nous sommes les pauvres parents de Punka (Chinna, Cheetah, Suttee et relations)
3. Le secret de mon succès passé (Pyjama et parents)
4. Duo: un petit oiseau en cage (Chinna, Indru)
5. Bow Ye People (Refrain)
6. As I Sit on My Shelf (Bumbo and Chorus)
7. Quand un ténor à la mode (Bumbo et Chorus)
8. Hymne à Bumbo (refrain)
9. Vive la Liberté (Bumbo, Chinna)
10. Crocodile (Punka, Bumbo et Chinna)
11. Une fois de plus près de toi (Abeille)
12. Quand tout le monde était brillant, l'amour (Indru et Beebee)
13. Si nous voyageons par Brindisi (Baboo Currie, Beebee, Banyan, Tiffin, Kalee, Indru et Punka)
14. Portez doucement ma dame dans sa chambre (Beebee, Banyan, Tiffin, Kalee, Currie, Pyjama and Chorus)
15. Finale (Ensemble)

## Accueil critique
Les critiques sont globalement favorables. The Daily News a donné une critique positive du spectacle, tout en notant qu'Edward Salomon n'aspirait pas à « l'inspiration mélodique raffinée et [à] l'orchestration délicatement finie », et commentant une certaine monotonie de la partition causée par un excès de chansons de salon et de valses. Le Pall Mall Gazette considérait que George Dance et Frank Desprez étaient censés avoir modelé leur travail sur celui de William S. Gilbert, et louait la partition d'Edward Salomon pour ses airs et pour l'orchestration extravagante. Le Morning Post n'a pas été très impressionné par la partition et fait référence à la « tentative effroyable d'humour » de l'opéra, mais a salué la mise en scène et la distribution. The Era considérait que Richard d'Oyly Carte et ses auteurs et compositeur avaient bien fait de présenter au public du Savoy une pièce du style habituel de ce théâtre sans imitation directe de Gilbert et Sullivan. Le journal fait l'éloge de la musique et du livret, mais réserve ses plus grands éloges à la production de Richard d'Orly Carte, qui « surpasse tous les effets précédents au Savoy ». La revue conclut que « si The Nautch Girl est moins frappant et original que certains de ses prédécesseurs au Savoy, il a ses propres mérites que le public ne risque pas d'ignorer ». La critique la moins favorable a été celle de George Bernard Shaw, dans The World :

« Rien dans The Nautch Girl ne soutient les traditions orchestrales de l'opéra comique – la délicatesse et l'humour d'Auber, l'effervescence inimitable d'Offenbach, ou la douceur et le charme musicien de Sullivan et Cellier. […] Tout cela peut sembler assez dur pour le pauvre M. Solomon, le compositeur sur lequel le choix de M. Carte est en fait tombé. Mais alors, M. Solomon a été très dur avec moi. Il m'a donné le pire mal de tête que j'aie jamais eu dans un théâtre par une partition instrumentale plus ennuyeuse que la conversation d'un punster invétéré, et plus bruyante que le mélodrame qui accompagne le knockabout business dans un music-hall ? […] De l'opéra comme ensemble artistique, je ne peux pas très bien parler, car ce n'est guère un ensemble artistique. Le livre a été évidemment choisi pour sa ressemblance avec The Mikado, dont il pourrait presque être appelé une paraphrase. […] Tout ce que l'on peut dire pour The Nautch Girl ne dépasse pas ce que l'on peut dire pour n'importe quel morceau au Lyric ou le prince de Galles. En d'autres termes, le Savoy a perdu sa spécialité. C'est, je pense, un malheur ; et si M. Carte veut y remédier, et ne peut pas découvrir deux nouveaux génies, il vaut mieux se décider tout de suite à donner une commission à M. Grundy pour son prochain livret, et à M. Stanford ou M. Cowen pour sa partition suivante. »